# Дамаджадасрі I
Дамаджадасрі I – індійський правитель з династії Західних Кшатрапів. 

## Правління
Його правління ознаменувало початок занепаду династії. Частину його володінь завоювали Сатавахани. Одночасно могутності набуло Абхірське царство на півдні та клан Малавів на півночі.